# Sophira insueta
Sophira insueta är en tvåvingeart som beskrevs av Erich Martin Hering 1952. Sophira insueta ingår i släktet Sophira och familjen borrflugor. Inga underarter finns listade i Catalogue of Life.